# 托马斯·林达尔
托马斯·罗伯特·林达尔（瑞典語：Tomas Robert Lindahl，1938年1月28日—），瑞典-英國医学家，专门从事癌症研究。他是挪威科学和文学研究院的成员。2010年，他因对DNA修复的研究被授予英国皇家学会皇家獎章，2007年获科普利奖章。
2015年，托马斯·林达尔与保罗·莫德里奇、阿齐兹·桑贾尔共同凭借在“DNA修复的细胞机制方面的研究”获得诺贝尔化学奖。

## 教育
他在1967年获得博士学位，1970年从斯德哥尔摩卡罗琳斯卡医学院获医学博士学位。

## 事业
在获得博士学位后，他去普林斯顿大学和洛克菲勒大学做博士后研究。移居英国后，他于1981年加入了帝国癌症研究基金会（现在的英国癌症研究中心）作研究人员。